# 零點 (南喬治亞群島)
54°7′S 37°9′W / 54.117°S 37.150°W
零點（英語：Zero Point），是南極洲的海岬，位於南喬治亞群島，處於波塞申灣的阿西斯滕斯灣，在1932年由英國研究隊繪入地圖和命名，由英國海外領土管轄。